# Hébreu 52
Pour les articles homonymes, voir Hébreu (homonymie).
Hébreu 52 est la cote d'un manuscrit biblique en hébreu conservé au département des Manuscrits, Bibliothèque nationale de France. 
Le manuscrit, dans son état actuel, a été volé et revendu par l'ancien conservateur responsable du fonds, avant d'être retrouvé aux États-Unis, chez un collectionneur juif américain et restitué à la Bibliothèque nationale de France en 2007. 
Ce manuscrit de parchemin, doté d'une nouvelle reliure, maquillé et amputé d'un certain nombre de feuillets, a été copié en France dans la seconde moitié du XIIIe siècle. Il comprend les livres bibliques du Pentateuque, les Cinq Meguillot. Sa description est disponible dans le catalogue des manuscrits hébreux et samaritains de la Bibliothèques impériale, édité par Hermann Zotenberg, Paris, 1866. Une description actualisée est consultable dans le catalogue en lignes des fonds d'archives et des manuscrits de la Bibliothèque nationale de France : BNF-Archives et Manuscrits. Une description du manuscrit dans son état antérieur, est consultable dans le catalogue de la Bibliothèque nationale et universitaire de Jérusalem à partir du microfilm conservé à l'Institute of Microfilmed Hebrew Manuscripts (Jérusalem).